# Возвращённое письмо
Возвращённое письмо, также известное как англ. Non-Delivery Report (NDR), Delivery Status Notification (DSN), Non-Delivery Notification (NDN), bounce message (от англ. bounce — отражение, рикошет и message — сообщение), — это сообщение электронной почты, которое отсылается почтовым сервером отправителю, когда почтовый ящик получателя недоступен, не существует, или сервер отправителя/получателя сообщает об ошибке, по причине которой не может доставить письмо до адресата в отведённый срок.
В тексте письма указывается текст ошибки, адрес почтового ящика, список кодов ошибок (RFC 3463) и причина, по которой письмо не могло быть доставлено.
Чаще всего NDR генерируется от имени MAILER-DAEMON@example.net (где example.net — имя домена, сервер которого не может выполнить доставку), однако некоторые почтовые системы могут использовать в качестве адреса-отправителя NDR почтовый адрес администратора почтовой службы.